# Tarika
Tarika (arabsko: طريقة‎ [ṭarīqa], mn. ‏ طرق‎ [turuq], perzijsko: tariɢat, turško: tarikat), steza ali pot. V sufizmu (islamskem misticizmu) pomeni pot, po kateri hodijo mistiki, ali pot, ki izhaja iz šeriata. Tarika torej pomeni skupino ljudi oziroma bratstvo, ki skupaj po isti poti potuje k Bogu. Eden od najbolj znanih redov so derviši.
Redovi se običajno imenujejo po njihovem ustanovitelju ali enem od kasnejših verskih vodij - šaihu oziroma šejku (arabsko: ‏شيخ‎ [šaiḫ] - starešina ali starosta) ali nizu šaihov – silsili (arabsko سلسلة  [silsila] - veriga), ki jih preko prejšnjih generacij učiteljev ali verskih mistikov  povezuje s prerokom Mohamedom.